# 前橋市立南橘中学校
前橋市立南橘中学校（まえばししりつ なんきつちゅうがっこう）は、群馬県前橋市荒牧町にある公立中学校。
生徒スローガンは、鍛えよ南中  英知  感動  たくましさ 

## 沿革
- 昭和22年（1947年）4月 - 勢多郡南橘村立南橘中学校として開校[1][2]。
- 昭和29年（1954年）9月1日 - 前橋市との合併により前橋市立南橘中学校に改称。
- 昭和48年（1973年）2月25日 - 荒牧町に新築移転[3]。
- 昭和58年（1983年） - 生徒数増大に伴い、前橋市立鎌倉中学校を分離。
- 昭和63年（1988年） - プール完成。

## 教育信条
- 学ぶ力を高める教育の推進 [4]

自己の人間的な価値を高めるのは自分自身であることを自覚し、日常的に実践できるよう指導・援助を充実していく｡
- 環境教育の推進

総合的な学習の時間を中心に身近な環境問題に対する関心を高め、その解決策を校内や地域に投げかけていく。
- きめ細かな生徒指導

担任、関係職員、生徒指導嘱託員、スクールカウンセラー等が連携して、相談機能と援助・指導を充実している。

## 学校行事
| - 4月 入学式 - 5月 のびゆくこどものつどい・修学旅行 - 6月 東京体験学習・市総体壮行会 | - 7月 県総体・終業式 - 8月 夏季休業 - 9月 体育大会 | - 10月 橘柚祭 · 職場体験学習 - 11月 環境学習・マラソン大会 - 12月 終業式 | - 1月 始業式 · スキー教室 · 学年百人一首大会 - 2月 - 3月 卒業式 |

## 学区
- 荒牧町[5]
- 荒牧町四丁目
- 田口町
- 関根町
- 関根町三丁目
- 日輪寺町
- 川端町
- 南橘町
- 川原町
- 上小出町二丁目
- 上小出町三丁目
- 下小出町二丁目
- 下小出町三丁目
- 青柳町

## 周辺主要施設
- 群馬大学荒牧キャンパス
- 前橋市立荒牧小学校
- 前橋市立桃川小学校
- 前橋市立細井小学校
- 前橋市立鎌倉中学校
- 南橘団地

## 主な卒業生
- 大野敏隆 - 元プロサッカー選手、サッカー指導者
- 中町公祐 - プロサッカー選手
- 清水慶記 - プロサッカー選手
- 髙山健一 - 元プロ野球選手（広島～西武）、広島東洋カープスカウト
- 田中敦子 - 声優
- 三遊亭竜楽 - 落語家
- しゅんしゅんクリニックP - お笑い芸人